# Манчего
«Манче́го» (исп. Manchego — «ламанчский») — испанский твёрдый сыр из пастеризованного овечьего молока. Производится из молока овец породы манчега исключительно в Кастилии — Ла-Манче (строго в провинциях Толедо, Сьюдад-Реаль, Куэнка и Альбасете). В промышленном производстве сыра манчего используется пастеризованное молоко. Фермерский сыр, изготавливаемый частными зарегистрированными хозяйствами, производится из сырого молока. Минимальное время созревания составляет 60 дней. Цилиндрическая головка сыра с узнаваемой ребристой корочкой тёмного цвета с зигзагообразным узором весит 1-2 килограмма. Сыр имеет плотную структуру, обычно белого или светло-желтоватого цвета. В зависимости от времени созревания сыр имеет нежный, свежий кисловатый или насыщенный вкус. Различают свежий манчего (3-4 месяца созревания) и зрелый, старый (до 1 года). Сыр манчего имеет давние традиции и упоминается Сервантесом в «Дон Кихоте Ламанчском».